# Skinntana
En skinntana eller tana är en bräda varpå skinnet av ett pälsdjur fästs och sträcks för att torka. Ordet är inte bara historiskt utan används även i modern pälsdjursindustri.